# توماس ایونتو
توماس ایونتو (انگلیسی: Tomás Oneto؛ زادهٔ ۱۹ فوریهٔ ۱۹۹۸) بازیکن فوتبال اهل آرژانتین است.